# جاك كيندال (لاعب كريكت)
جاك كيندال (31 مارس 1921 - 7 يناير 2011) (بالإنجليزية: Jack Kendall)‏ هو لاعب كريكت بريطاني (وحمل سابقاً جنسية المملكة المتحدة لبريطانيا العظمى وأيرلندا).